# NGC 5028
NGC 5028 ist eine 12,3 mag helle Elliptische Galaxie vom Hubble-Typ E6 im Sternbild der Jungfrau und etwa 290 Millionen Lichtjahre von der Milchstraße entfernt.
Das Objekt wurde am 12. Mai 1882 von Ernst Wilhelm Leberecht Tempel entdeckt.